# Age of Empires II: Definitive Edition
Age of Empires II: Definitive Edition es un videojuego de estrategia en tiempo real desarrollado por Forgotten Empires y publicado por Xbox Game Studios. Es una remasterización definitiva del juego original Age of Empires II: The Age of Kings, que celebra el vigésimo aniversario del original. Presenta gráficos mejorados significativamente, admite resolución 4K, una banda sonora remasterizada, una nueva campaña para un jugador llamada Los últimos kanes y cuatro nuevas civilizaciones. También incluye todas las expansiones anteriores de la edición original y HD Edition. Fue lanzado el 14 de noviembre de 2019.

## Jugabilidad
Los elementos principales del juego se comparten en gran medida con la edición original pero Definitive Edition se desarrolla a partir de ella. La remasterización incluye nuevos gráficos mejorados para las tropas y los edificios, la capacidad de acercar y alejar la pantalla y un nuevo modo de espectador. También presenta una nueva campaña llamada Los últimos kanes (The Last Khans) y cuatro nuevas civilizaciones: búlgaros, cumanos, lituanos y tártaros. También incluye todas las expansiones anteriores de la edición original (The Conquerors) y HD Edition (The Forgotten, The African Kingdoms, Rise of the Rajas).
Los jugadores pueden elegir entre la IA original, la IA de la HD Edition y la IA de la edición definitiva. La IA original tenía que hacer trampas para ser competitiva, mientras que las nuevas IA de HD Edition y Definitive Edition son lo suficientemente avanzadas como para no requerir ninguna trampa. Cuando la IA antigua y la nueva se enfrentaron entre sí en una prueba, la nueva derrotó fácilmente a la anterior. También se ha mejorado la búsqueda de rutas en las unidades.

## Lanzamiento
El 21 de agosto de 2017 en Gamescom, Microsoft anunció que Age of Empires II: Definitive Edition estaba siendo desarrollado por Forgotten Empires, Tantalus Media y Wicked Witch Software. El 9 de junio de 2019, Microsoft reveló el tráiler del juego en Xbox E3 2019. Se lanzó en Xbox Game Pass, además de Steam y Windows Store el 14 de noviembre de 2019.

## Expansiones

### The Last Khans
Con la salida inicial de la remasterización se añadió conjunto a una expansión con cuatro nuevas civilizaciones, vinculadas a Asia central y Europa Oriental, así como varias campañas relacionados con estas civilizaciones, como Tamerlán, Ivaylo y Köten Khan, una campaña relacionado con los Incas sobre Pachacútec (remplazando a la campaña de El Dorado de la expansión de The Forgotten) y una campaña de aprendizaje avanzado ambientado en El Arte de la Guerra de Sun Tzu.

### Lords of the West
Es la primera expansión de Age of Empires II: Definitive Edition posterior a su lanzamiento. Fue publicado en Steam y en la Windows Store el 26 de enero de 2021. Centrada principalmente en Europa Occidental agregó dos nuevas civilizaciones, tres nuevas campañas, nuevas unidades, nuevos mapas y nuevos elementos para el ambiente.

### Dawn of the Dukes
Es la segunda expansión de Age of Empires II: Definitive Edition posterior a su lanzamiento. Fue publicado en Steam y en la Windows Store el 10 de agosto de 2021. Centrada principalmente en Europa Oriental agregó dos nuevas civilizaciones, tres nuevas campañas, nuevas unidades y nuevos edificios.

### Dynasties of India
Es la tercera expansión de Age of Empires II: Definitive Edition posterior a su lanzamiento. Fue publicado en Steam y en la Windows Store el 28 de abril de 2022. Centrada principalmente en el Subcontinente indio, rehízo a la civilización de los Indios (introducidos en The Forgotten) los cuales pasaron a llamarse Indostaníes mientras que surgieron tres nuevas civilizaciones del mismo, tres nuevas campañas, nuevas unidades y un nuevo edificio.

### Return of Rome
Es la cuarta expansión de Age of Empires II: Definitive Edition posterior a su lanzamiento. Fue publicado en Steam y en la Windows Store el 16 de mayo de 2023. Esta se enfoca en traer todo el contenido de Age of Empires como un modo de juego apartre para se beneficiado de características del Age of Empires II, como formaciones, acuartelamiento de aldeanos, bonificaciones de equipo, puertas, nuevas tecnologías y comercio terrestre, así como tres nuevas campañas, y cinco campañas del Age of Empires original, además se agregó una nueva civilización para este modo en especifico, los Lac Viet, a su vez se añadieron los Romanos para el modo de Age of Empires II.

### The Mountain Royals
Es la quinta expansión de Age of Empires II: Definitive Edition posterior a su lanzamiento. Fue publicado en Steam y en la Windows Store el 31 de octubre de 2023. Esta se centra principalmente el Caucaso, cambio algunos aspectos de la civilización Persa (incluyendo una nueva unidad única), así mismo se añadieron dos nuevas civilizaciones, tres nuevas campañas y un edificio nuevo.

## Civilizaciones

### The Last Khans
| Civilización y sus especialidades                | Bonificaciones especiales | Unidades únicas                                                                                     | Tecnologías únicas | Maravilla          |
| ------------------------------------------------ | --- | --------------------------------------------------------------------------------------------------- | --- | ------------------ |
| Búlgaros Civilización de Caballeria e infantería | La línea de milicia se mejora gratis. Los centros urbanos solo cuestan -50% piedra. Tecnologías de Herrería y Taller de Maquinaria de Asedio cuestan 50% menos alimento. Pueden construir Kreposts (Fortalezas). Bonificacion de Equipo: La herrería trabaja un 80% más rápido. | Konnik (caballería que al morir se transforma en infantería). Konnik desmontado (infantería)        | Estribos: Caballería ataca 33% más rápido. Nobles Bagain: Milicia +5 de armadura cuerpo a cuerpo. | Iglesia Redonda    |
| Cumanos Civilización de caballeria.              | Pueden construir un Centro Urbano adicional en la Edad Feudal. Taller de Asedio y Ariete disponible desde Feudal; Ariete Cubierto disponible en la Edad de los Castillos. Caballería se mueve 5%/10%/15% más rápido en la Edad Feudal/Castillos/Imperial. Arquerias y Establos cuestan -75 unidades de madera. Bonificacion de equipo: Empalizadas tienen +33% de puntos de resistencia. | Kipchak: (arquero a caballo que lanza múltiples flechas)                                            | Ganadería de la estepa: Caballería ligera, Lanceros de la Estepa y Arqueros a Caballo se crean 100% más rápido. Mercenariado Cumano: Aliados pueden crear 5 Kipchacks de Élite de manera gratis por cada castillo. | Sarkel             |
| Lituanos Civilización de caballería y monjes     | Cada Centro Urbano provee +100 unidades de alimento. Lanceros y Guerrilleros se mueven 10% más rápido Jinetes y Leitis obtienen +1 ataque por cada reliquia guardada en un Monasterio, máximo hasta +4 de ataque. Bonificacion de equipo: Monasterios trabajan 20% más rápido. | Leitis (caballería cuyo ataque ignora la armadura) Húsar alado (evolución de la caballería ligera). | Castros bálticos: Centros Urbanos +3 alcance. Escudo rectangular: Lanceros y Guerrilleros +2 armadura anti-proyectil.                                                                                              | Castillo de Trakai |
| Tártaros Civilización de arqueros a caballo      | Las ovejas contienen +50% alimento. Las unidades hacen +25% de daño por elevación. Nuevos centros urbanos proveen 2 ovejas gratis a partir de la Edad de los Castillos. Obtienen gratis la mejoras de Dactilera y Tácticas de los partos. Bonificacion de equipo: Arqueros a caballo +2 LDV.                                                                                             | Keshik (caballería que genera oro cuando ataca) Camello Flameante (camello petardo)                 | Armadura de seda: Caballería ligera, Lanceros de la Estepa y Arqueros a caballo +1/+1 de armadura. Tácticas de asedio timúridas: Lanzapiedras +2 de alcance.                                                       | Ulugh Beg          |

### Lords of the West
| Civilización y especialidades                        | Bonificaciones y bonificación de equipo | Unidades únicas | Tecnologías únicas | Maravilla                |
| ---------------------------------------------------- | --- | --- | --- | ------------------------ |
| Borgoñeses. Civilización de caballería.              | Las mejoras económicas cuestan un -33% de alimentos y están disponibles una Edad antes; las tecnologías de los establos son un 50% más baratas; las unidades de pólvora ganan +25% de ataque; la mejora de caballero está disponible en la Edad de los Castillos. Bonus de equipo: Las reliquias generan alimentos además de oro. | Coutilier (caballería que puede cargar su estadística de ataque en un periodo de tiempo). Milicia Flamenca (infantería pesada con una bonificación contra la caballería) | Viñedos Borgoñeses (granjas generan poco a poco oro además de alimentos). Revolución Flamenca (los aldeanos existentes se convierten en milicia flamenca, y permite el entrenamiento de milicia flamenca en el cuartel).                        | Ayuntamiento de Bruselas |
| Sicilianos. Civilización de caballería e infantería. | Empieza con +100 de piedra adicional; las fortificaciones se construyen un 50% más rápido y centros urbanos se construyen un 100% más rápido; las unidades militares terrestres (excepto las de asedio) reciben un 33% menos de bonificación de daño; las mejoras de las granjas proporcionan +125% de comida adicional a las granjas; puedes construir Donjons, que sustituyen a las torres de vigilancia. Bonus de equipo: Los barcos de transporte tienen +5 de línea de visión y un coste de -50%. | Sargento (infantería que puede construir y reparar Donjons). | Primera Cruzada (al investigar, cada centro urbano engendra un grupo único de 5 serjeants de hasta un máximo de cinco centro urbanos; también aumenta la resistencia contra la conversión). Oncemil (armadura de la línea de caballería +1/+2). | Castillo Ursino          |

### Dawn of the Dukes
| Civilización y especialidades               | Bonificaciones y bonificación de equipo | Unidades únicas | Tecnologías únicas | Maravilla             |
| ------------------------------------------- | --- | --- | --- | --------------------- |
| Bohemios. Civilización de pólvora y monjes. | Las herrerías y las universidades cuestan -100 de madera; química y artillero manual disponibles en la Edad de los Castillos; la línea de lanceros inflige un +25% de daño adicional; fervor y santidad afectan a los aldeanos; las tecnologías del campamento minero son gratuitas. Bonus de equipo: Los mercados funcionan un 80% más rápido.                               | Vagón Husita (máquina de pólvora que reduce a la mitad el daño infligido por los proyectiles enemigos a los unidades guarecidas en ellas). Obús (máquina de asedio y pólvora, mejora del cañón bombardero) | Tácticas de Wagenburg (las unidades de pólvora se mueven un 15% más rápido). Reformas Husitas (los monjes y las mejoras de los monasterios sustituyen su coste de oro a alimentos). | Castillo de Karlštejn |
| Polacos. Civilización de caballería.        | Los aldeanos recuperan /10/15/20 de salud por minuto en la Edad Feudal/Castillos/Imperial; el folwark sustituye al molino; las canteras de piedra generan oro además de piedra; Mejoras de Caballería de Exploración y Tecnología de Pureza de Sangre cuestan 50% menos alimento. Bonus de equipo: La línea de caballería exploradora tiene +1 de ataque contra los arqueros. | Obuch (infantería cuyo ataque elimina armadura de los enemigos). | Privilegios de Szlachta (la línea de la caballería cuesta -60% de oro). Legado Lechítico (la línea de la caballería ligera inflige daño por salpicadura.).                          | Castillo de Będzin    |

### Dynasties of India
Civilizaciones introducidas
| Civilización y especialidades                   | Bonificaciones y bonificación de equipo | Unidades únicas | Tecnologías únicas | Maravilla            |
| ----------------------------------------------- | --- | --- | --- | -------------------- |
| Bengalis. Civilización de elefantes y naval     | Las unidades de elefantes reciben un -25% de daño adicional y son más resistentes a la conversión; los centros urbanos generan 2 aldeanos cuando se alcanza la siguiente edad; Caballería obtiene +2 de ataque contra Guerrilleros; Monjes tienen +3/+3 de armadura; los barcos regeneran 15 de salud por minuto. Bonus de equipo: Las unidades de comercio producen un 10% de alimentos, además de oro. | Ratha (caballería que puede cambiar entre ataques cuerpo a cuerpo y a distancia) | Paiks (las rathas y las unidades de elefantes atacan un 20% más rápido). Mahāyāna (los aldeanos y monjes ocupan un -10% del espacio de la población).    | Somapura Mahavihara  |
| Dravedianos. Civilización de infantería y naval | Reciben 200 de madera al avanzar a la siguiente Edad; los pescadores y los barcos de pesca llevan +15; las tecnologías de los cuarteles cuestan -50%; las armas de asedio cuestan un 33% menos de madera; los escaramuzadores y los arqueros elefantes atacan un 25% más rápido. Bonus de equipo: Los muelles proporcionan +5 de población.                                                              | Espadachin Urumi (infantería cuerpo a cuerpo que puede cargar su ataque). Thirisadai (barco de guerra que dispara múltiples proyectiles).                                                                               | Cúerpo médico (las unidades de elefante regeneran 30 de salud por minuto). Acero wootz (los ataques de infantería y caballería ignoran la armadura).     | Templo Brihadisvara  |
| Gurjaras. Civilización de camellos y caballería | Comienzan con 2 arbustos de bayas cercanos; puede guarnecer ganado en los molinos para producir alimentos; las unidades montadas infligen un +20%/30%/40% de daño adicional en la edad feudal/castillos/imperial; puedes guarnecer muelles con barcos de pesca. Bonus de equipo: Las unidades de camellos y elefantes se crean un 25% más rápido.                                                        | Lanzador de chakrams (infantería con ataque a distancia). Jinete Shrivamsha (caballería ligera que puede esquivar ataques a distancia). Explorador a Camello (unidad de camellos temprana, el jugador empieza con una). | Kshatriya (las unidades militares cuestan -25% de comida). Guardia Fronteriza (jinetes a camello y arqueros de elefante +4 de armadura cuerpo a cuerpo). | Fortaleza de Gwalior |

Civilización rehecha (solo se incluyen los cambios introducidos en la expansión, las demás características de la civilización aún se mantienen)
| Civilización y especialidades                                         | Bonificaciones y bonificación de equipo | Unidades únicas                                                    | Tecnologías únicas | Maravilla        |
| --------------------------------------------------------------------- | --- | ------------------------------------------------------------------ | --- | ---------------- |
| Indostaníes (antiguamente Indios. Civilización de pólvora y camellos. | Las unidades de pólvora tienen armadura +1/+1; Jinetes de Camello atacan 20% más rápido; Pueden construir Caravanserai en la edad imperial para mejorar la velocidades de las carretas de mercancías y curarlas. Bonus de equipo: Las unidades de camellos y caballería ligera tienen +2 de ataque contra edificios estándar. | Ghulam (infantería que atraviesa con su lanza múltiples objetivos) | Ruta del Gran Tronco Aumenta la velocidad de todos los ingresos de oro en un +10% y la tasa de intercambio del mercado es reducida al 10%. | Tumba de Humayun |

## Recepción
Age of Empires II: Definitive Edition recibió reseñas “generalmente favorables” según el revisor de reseñas Metacritic con una puntuación de 84/100 en 32 reseñas, y esta puntuación se ve reflejada en Steam. En otros sitios web también recibió puntuaciones muy positivas como en PC Gamer RU, en Hobby Consolas, MeriStation, Vandal, 3DJuegos, etc. Windows Central Cale Hunt elogió la mejora de las ilustraciones, las animaciones y las adiciones a la calidad de vida, pero criticó la búsqueda de ruta (pathfinding) de la IA y señaló la necesidad de un mayor equilibrio. Actualmente se ha optimizado mucho y se han corregido y mejorado muchas cosas incluyendo la IA, muchos errores, etc. Esto ha hecho que el AoE2 DE reciba actualmente críticas en Steam en su mayoría muy positivas en todos los aspectos. También tiene varios premios que se pueden ver en Steam.